# Bactrocera bifasciata
Bactrocera bifasciata
 es una especie de díptero que Hardy describió por primera vez en 1982. Bactrocera bifasciata pertenece al género Bactrocera de la familia Tephritidae.